# إنريكي هيريديا
إنريكي هيريديا (بالإسبانية: Enrique Heredia)‏ هو دراج مكسيكي، ولد في 1912 في مدينة مكسيكو في المكسيك، وتوفي في 26 يونيو 1996.

## وصلات خارجية
- إنريكي هيريديا على موقع أوليمبيديا (الإنجليزية)